# Умершие в январе 2008 года
Это список известных людей, соответствующих установленным критериям значимости (см. Википедия:Критерии значимости персоналий), умерших в январе 2008 года.
Причина смерти указывается лишь в исключительных случаях (убийство, самоубийство, гибель в результате военных действий, смертная казнь, ДТП или несчастные случаи). В остальных случаях — не указывается.

## Список
- 1 января — Толмачёв, Олег Васильевич (88) — советский хоккеист[1].
- 2 января — Чхве Ё Сам (35) — боксёр; последствия травмы, полученной в боксёрском поединке[2].
- 2 января — Пузанов, Николай Васильевич (69) — советский биатлонист, олимпийский чемпион[3].
- 3 января — Абдулов, Александр Гаврилович (54) — советский и российский актёр театра и кино; рак лёгкого[4].
- 3 января — Иван Киселёв (87) — Герой Советского Союза.
- 4 января — Амбарцумян, Вячеслав Миранович (67) — советский футболист; попал под автомобиль[5].
- 4 января — Александр Жук (90) — художник-архитектор.
- 4 января — Михаил Юрченко (85) — Герой Советского Союза.
- 4 января — Леопольд Вех (88) — австрийский педагог.
- 6 января — Василий Ерышев — Герой Советского Союза.
- 6 января — Лордкипанидзе, Гурам (77) — советский и грузинский актёр театра и кино.
- 6 января — Тарабаринов, Леонид Семёнович — народный артист СССР, актёр театра и кино.
- 6 января — Арафан Камара — министр обороны. Гвинеи.
- 7 января — Григорий Быков (82) — Полный кавалер Ордена Славы.
- 8 января — Кузнецов, Георгий Андреевич (84) — лётчик-штурмовик, Герой Советского Союза[6].
- 8 января — Моше Леви (71), бывший начальник Генерального штаба Израиля[7].
- 9 января — Михаил Шипицын (87) — Герой Советского Союза.
- 10 января — Гаспарян, Манук Оганесович (59) — армянский политический деятель[8].
- 10 января — Назип Зиатдинов (82) — деятель сельского хозяйства, директор совхоза «Гигант» Тукаевского района Татарской АССР.
- 10 января — Чекменёв, Сергей Андреевич (85) — историк, автор книг и статей по истории Северного Кавказа[9].
- 10 января — Минин, Михаил Петрович (85) — один из установивших флаг над Рейхстагом, ветеран Великой Отечественной войны[10].
- 11 января — Василий Злобин (88) — советский и российский историк.
- 11 января — Хиллари, Эдмунд (88) — новозеландский альпинист, первый покоритель Эвереста.[11] (англ.)
- 12 января — Бачинский, Геннадий Николаевич (36) — телерадиоведущий; автокатастрофа[12].
- 13 января — Ларин, Сергей Алексеевич (51) — тенор, солист Словацкого Национального театра[13].
- 13 января — Мацкявичюс, Гедрюс (62) — режиссёр[14].
- 13 января — Осипов, Сейран (46) — советский футболист; сердечный приступ во время тренировки ветеранов[15][16].
- 14 января — Ленто Гоффи (84) итальянский поэт, историк и писатель.
- 14 января — Николай Нагорский (63)— директор Государственного музея-памятника «Исаакиевский собор» с 2002 до своей смерти.
- 15 января — Валерий Меницкий (63) — Герой Советского Союза.
- 15 января — Иосиф Садовский (78) — украинский скульптор. Заслуженный деятель искусств УССР.
- 15 января — Сергеев, Артём Федорович (87) — генерал-майор артиллерии, один из основателей ракетно-зенитных войск СССР[17].
- 15 января — Лазарь Шерешевский (82) — русский поэт, переводчик.
- 15 января — Широких, Нелли Владимировна (78) — телеведущая Ленинградского телевидения[18].
- 15 января — Ренфро, Брэд (25) — американский актёр.
- 16 января — Георгий Багратион (63) — князь Мухранский, герцог Ласос.
- 17 января — Александр Гайдаш (91) — Герой Советского Союза.
- 17 января — Фишер, Роберт Джеймс (Бобби) (64) — шахматист, чемпион мира по шахматам; почечная недостаточность[19].
- 17 января — Хох, Эдвард (77) — американский детективный писатель[20].
- 17 января — Карлос (артист)[фр.] (64) — французский певец и актёр; рак[21].
- 18 января — Семён Малыгин (82) — Герой Социалистического Труда.
- 18 января — Владимир Орешников (83) — Полный кавалер Ордена Славы.
- 19 января — Вадим Ботнарюк (54) — генеральный директор Российской Фонографической Ассоциации.
- 20 января — Вальтер Сантессо (76) — итальянский актёр кино, режиссёр, известный ролью фотографа Папараццо в фильме «Сладкая жизнь»; после выхода фильма слово папарацци стало нарицательным.
- 21 января — Джоунс, Мари Смит (89) — последняя носительница эякского языка[22]
- 21 января — Захарченко, Любовь Ивановна (46) — российская певица, бард.
- 21 января — Виталий Иванов (84) — Герой Советского Союза.
- 21 января — Лютфияр Иманов (79) — азербайджанский оперный певец (драматический тенор). Народный артист СССР (1977).
- 21 января — Алексей Россаль-Воронов (86) — российский художник, иконописец.
- 22 января — Владимир Булат (85) — Герой Советского Союза.
- 22 января — Леджер, Хит (28) — австралийский актёр; интоксикация, к которой привела принятая актёром комбинация из гидрокодона (викодин), диазепама (валиум), темазепама, олпразолама (занакс) и доксиламина[23].
- 22 января — Пирон, Клод (76) — известный швейцарский лингвист и психолог, выдающийся эсперантист, известный писатель и поэт на языке эсперанто; сердечный приступ. (сообщение эсперантистского интернет-издания «Libera Folio»)
- 24 января — Анатолий Максидов (64) — — российский историк, писатель, генеалог.
- 24 января — Руслан Набиев (31) — российский автор-исполнитель песен в жанре шансон[24].
- 26 января — Белкина, Мария Иосифовна — русская писательница, прозаик.
- 26 января — Дмитриев, Игорь Борисович (80) — народный артист РСФСР[25]
- 26 января — Крикун, Серафим Иванович (90) — советский военный, генерал-майор.
- 26 января — Жорж Хабаш (81) — один из наиболее леворадикальных деятелей палестинского «национально-освободительного движения».
- 27 января — Анатолий Васильев (75) — советский футболист, нападающий, тренер.
- 27 января — Анна Логинова (29) — российская фотомодель и бизнесвумен.
- 27 января — Сухарто, Мухаммед (86) — президент Индонезии в 1968—1998 годах[26].
- 27 января — Хинкли, Гордон (97) — духовный лидер мормонов[27].
- 27 января — Шумаков, Валерий Иванович (76) — российский врач-трансплантолог, академик РАН и РАМН[28].
- 28 января — Христодул (69) — предстоятель Элладской православной церкви; рак печени[29].
- 28 января — Александр Щербак (81) — советский и российский тюрколог и алтаист, доктор филологических наук, профессор.
- 31 января — Инга Касьяненко (83) — советский учёный-медик.